# Державна підсумкова атестація
Держа́вна підсумко́ва атеста́ція — форма контролю відповідності результатів навчання здобувачів освіти вимогам державних стандартів загальної середньої освіти на відповідному рівні освіти. Атестація може проводитися в закладі освіти або у формі зовнішнього незалежного оцінювання. Атестацію проходять особи, які завершують здобуття початкової (у 4 класі), базової середньої (у 9 класі) та повної загальної середньої освіти (в 11-12) класі, а також здобувають професійну (професійно-технічну) освіту або фахову передвищу освіту на основі базової середньої освіти, крім осіб, які раніше здобули повну загальну середню освіту.
З 2022 року державна підсумкова атестація тимчасово не проводиться.

## Проведення атестації
Державна підсумкова атестація проводиться в загальноосвітніх навчальних закладах з предметів, які містяться в інваріантній частині типових навчальних планів за збірниками, затвердженими Міністерством освіти і науки України (надалі — «МОН»). Результати ДПА визначаються за 12-бальною шкалою за загальними критеріями оцінювання навчальних досягнень учнів. Бали, отримані за атестацію, виставляються окремо від річних балів. Результати ДПА заносяться до свідоцтва про базову загальну середню освіту (9 клас), до атестата про повну загальну середню освіту (11 клас) і враховуються при визначенні середнього бала відповідного документа, а також при визначенні претендентів на нагородження золотою або срібною медаллю.

### ДПА в початковій школі
У початковій школі проводиться державна підсумкова атестація з української мови або з мови навчання (мова та читання) та математики. Бали за атестацію виставляються за результатами підсумкових контрольних робіт.

### ДПА в основній школі
В основній школі учні атестуються з української мови (диктант), математики, географії, біології та іноземної мови (чи інший гуманітарний предмет за вибором навчального закладу, профільний предмет або предмет, який вивчається поглиблено, окрім Української літератури). 

### ДПА у старшій школі
Державна підсумкова атестація проводиться з української мови (письмовий переказ), профільного предмета (або на вибір з історії України чи математики у класах універсального профілю) та предмета на вибір (крім деяких предметів, які не вивчаються в 11 класі у класах універсального профілю, наприклад, правознавства.
Можуть бути атестовані також екстерни та інші особи, які не навчались у «звичайних» загальноосвітніх навчальних закладах (особи, які не мали змоги за станом здоров'я, які прискорено опанували навчальний матеріал тощо).
Результати ДПА можуть бути оскаржені до апеляційної комісії, яка може скоригувати атестаційну оцінку.

## Звільнення від ДПА
Звільняються від проходження державної підсумкової атестації:
- учні (вихованці) (надалі просто «учні») спеціалізованих навчальних закладів для дітей з вадами зору, слуху, опорно-рухового апарату тощо, учні санаторних шкіл для хворих дітей у період їх перебування в цих закладах;
- за станом здоров'я (що має бути підтверджено довідкою лікарсько-контрольної комісії), якщо особа має хворобу, зазначену в Переліку захворювань, що можуть бути підставою для звільнення учнів (вихованців) середніх загальноосвітніх навчально-виховних закладів від проходження державної підсумкової атестації за станом здоров'я, відповідно до Інструкції;
- учні, які проживають у зонах стихійного лиха;
- учні, які беруть участь у міжнародних спортивних змаганнях, конкурсах тощо, які відбуваються під час атестації;
- учасники тренувальних зборів з підготовки до міжнародних олімпіад, турнірів, конкурсів тощо; такі особи отримують річну та атестаційну оцінки «12» з предмета, з якого вони брали участь у тренувальних зборах; атестаційні оцінки з інших предметів виставляються за результатами річного оцінювання;
- учасники міжнародних олімпіад та конкурсів, переможці III та учасники IV етапів Всеукраїнських учнівських олімпіад — з предметів, з яких вони стали переможцями (у відповідних випускних класах); такі особи отримують річну та атестаційну оцінки з предмета «12»;
- переможці II та учасники III етапів Всеукраїнських конкурсів-захистів науково-дослідних робіт Малої академії наук — з предмета, який є базовим для оцінювання навчальних досягнень учнів під час конкурсів; дані особи отримують річну та атестаційну оцінки з предмета «12»;
- випускники, які мають міжнародний сертифікат (диплом) мовного іспиту з відповідної мови — з іноземної мови; таким особам виставляються річна та атестаційна оцінки «12». Для заліку оцінки можна принести сертифікат TOEFL, IELTS або інші, які б підтверджували відповідний рівень знань[4].

## Форми та вміст ДПА
Державна підсумкова атестація проходить за різними формами, які затверджуються МОН для кожного предмета. Наприклад, у 2012 році ДПА проводилась таким чином:
- У початковій школі екзамен з української мови включав тестові завдання, переписування тексту, складення мінітвору. Екзамен з математики містив кілька тестових завдань, кілька прикладів та задачу.
- В основній школі екзамен з української мови (або з мови навчання) проходив у формі диктанту; використовувалися тексти обсягом від 157 до 168 слів; з математики, біології та географії письмово за посібником (а у 2010 році використовувалась також усна форма за білетами [Архівовано 10 квітня 2010 у Wayback Machine.]); екзамен з математики містив тестові завдання, завдання з короткою відповіддю та розгорнуті завдання (чотири рівні, четвертий — для шкіл, де математика є профільним предметом); екзамен з географії містив тестові завдання, завдання на встановлення правильної відповідності, послідовності, відкритого типу та роботу з контурною картою; екзамен з біології містив тестові завдання та описові завдання відкритого типу; екзамен з іноземної мови — усна форма («говоріння» — усно описати певну ситуацію) та письмова форма (робота з текстом, граматичні завдання та мінітвір); з решти предметів — усно за білетами або письмово за посібником (з інформатики також можливий захист творчих робіт).
- У старшій школі екзамен з української мови (або з мови навчання) проходив у формі письмового переказу з використанням текстів обсягом від 435 до 486 слів; решта екзаменів проходять письмово за посібником, крім іноземної мови (де є усна та письмова частини; зміст аналогічний екзамену в основній школі, але трохи складніший), технологій та інформатики (де можливий захист творчих робіт) та фізичної культури (тестові завдання та фізичні вправи). Екзамен з історії України містив тестові завдання, завдання на встановлення дати події, про яку йдеться в уривку, місця події чи назви організації, про яку йдеться в уривку, двома твердженнями описати наслідки події чи явища, про яке йдеться в уривку, аналіз історичного джерела за планом. Екзамен з математики містив тестові завдання (2/3 алгебри, 1/3 геометрії), завдання з короткою відповіддю (3/4 алгебри, 1/4 геометрії), завдання з розгорнутою відповіддю (2/3 алгебри, 1/3 геометрії) та ускладнені завдання з розгорнутою відповіддю (для шкіл, які поглиблено вивчають математику або мають цей предмет як профільний; половина завдань з алгебри, половина з геометрії).